# Flying Junior
Der Flying Junior ist eine Zweimann-Regattajolle aus der Feder der Konstrukteure des Flying Dutchman Uus van Essen und Coen (Conrad) Gulcher.

## Geschichte

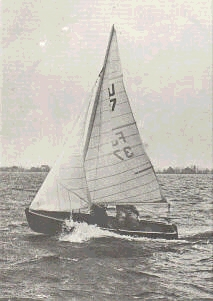
Coen Gulcher am Steuer eines der ersten Flying Juniors (etwa 1955)

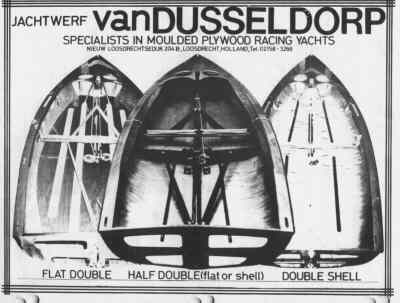
Historische Werbung für Flying Juniors aus Holz

1954 begann der niederländische Segler Coen Gulcher mit Überlegungen zur Konstruktion eines Trainingsbootes, das Jugendliche an die von ihm und Uus von Essen 1951 konstruierte und erstmals gebaute Hochleistungsjolle Flying Dutchman heranführen sollte. Diese später (1960) olympisch gewordene Bootsklasse erforderte nämlich eine gewisse körperliche Konstitution, die es Heranwachsenden unmöglich machte, das Segeln direkt auf dem FD zu erlernen.
Der erste Entwurf war dabei recht originell gestaltet und sah ein Mehrzweck-Dinghy vor, so dass das nach ersten Zeichnungen von Uus van Essen durch die Werft Van Den Brink te Stompwijk gebaute Boot neben den segeltechnischen Einrichtungen auch eine Ruderbank vorsah. Die Besegelung selbst war in Rot gehalten, damit Eltern das Boot im Auge behalten konnten. In dieser Version wurden allerdings nur zwei Boote gebaut, die darauf Folgenden waren allesamt reine Segelboote.
1956 war die Flotte des neuen Junior Flying Dutchman bereits so groß, dass auf den Loosdrechter Plassen, der Geburtsstätte der beiden Bootstypen, schon Regatten gesegelt werden konnten. In den Folgejahren wurden über 60 Boote pro Jahr fertiggestellt.
1960 wurde der Flying Dutchman olympisch, und die Nachfrage nach dem kleineren Trainingsboot nahm auch international zu. Bootswerften in den Niederlanden, Belgien, Japan, den USA und Italien übernahmen und verbesserten die Konstruktion. Klassenvereinigungen gründeten sich zudem in Deutschland, Australien und Schweden.
1962 wurde der von nun an „Flying Junior“ genannte Bootstyp von der K.N.W.V (Königlich Niederländische Wassersport Vereinigung) durch Annahme der Klassenvorschriften (Class Rules) als regulierte Bootsklasse anerkannt.
1969 konnten die Bootseigner in den verschiedenen Kontinenten (Europa, USA, Asien) die Kriterien der I.Y.R.U. (Vorläufer der International Sailing Federation ISAF) erfüllen und bekamen den Status einer Internationalen Klasse verliehen.
In der Folgezeit wurde der Flying Junior durch Anpassung der Klassenvorschriften (Class Rules) laufend modernisiert und folgte dabei in der Regel den Tendenzen im großen Bruder Flying Dutchman.
1985 wurde das Trapez eingeführt, später der Spinnaker vergrößert und das Boot mit einem Doppelboden ausgestattet. Zu diesem Zeitpunkt hatten sich die Klassenvereinigungen in vielen Teilen der Welt bereits von dem Status eines Jugendbootes verabschiedet, da eine wachsende Anzahl von Erwachsenen die Bootsklasse ebenfalls nutzte, um sich auf hohem Niveau in Regatten zu messen, ohne den körperlichen Anforderungen eines Flying Dutchman genügen zu müssen. Diesem Umstand trug die I.Y.R.U. Rechnung, als sie Mitte der 1980er Jahre erlaubte, den Flying Junior offiziell auch als „Int. FJ“ (International FJ) zu bezeichnen.
1990 verlor der Flying Dutchman seinen Olympiastatus und damit der Flying Junior seinen Sinn als Trainingsboot. Dass sich die Klasse bis heute als Regattaklasse im Amateur-Segelsport weiterentwickeln konnte, ist der Vielzahl erwachsener Segler zu verdanken, aber auch der Tatsache, dass der Bootstyp sowohl in Japan, als auch in Italien und in den USA nach wie vor als Schulungsboot („College-Boot“) etabliert ist.
Eine Sonderstellung nehmen dabei die USA ein, in denen es bei einer Herstellerwerft (Vanguard) durch einen Fehler in der Ausgangsform (Schale) zu Abweichungen zwischen den Neubauten und den durch die Klassenvorschriften beschriebenen und begrenzten Flying Junior kam. Da dieser Umstand erst entdeckt wurde, als bereits eine Anzahl dieser Boote auf den Markt waren, entschloss sich die Werft, diese Boote unter einem neuen Namen (Club-FJ oder C-FJ) weiter zu vermarkten. Dieser C-FJ hat den Flying Junior in einigen Bereichen der USA als Schulungsboot abgelöst, wo er jedoch wichtige Innovationen (wie beispielsweise Trapez) nicht mitgemacht hat.
Die von der „Geschichtskommission“ anlässlich des 50-jährigen Bestehens zusammengetragenen Dokumente und Unterlagen sind nach Renovierung und Wiedereröffnung im Nationalen Scheepvaartsmuseum Amsterdam einzusehen. Ebenso gehört einer der ersten Flying Juniors dort zur Ausstellung.

## Konstruktion

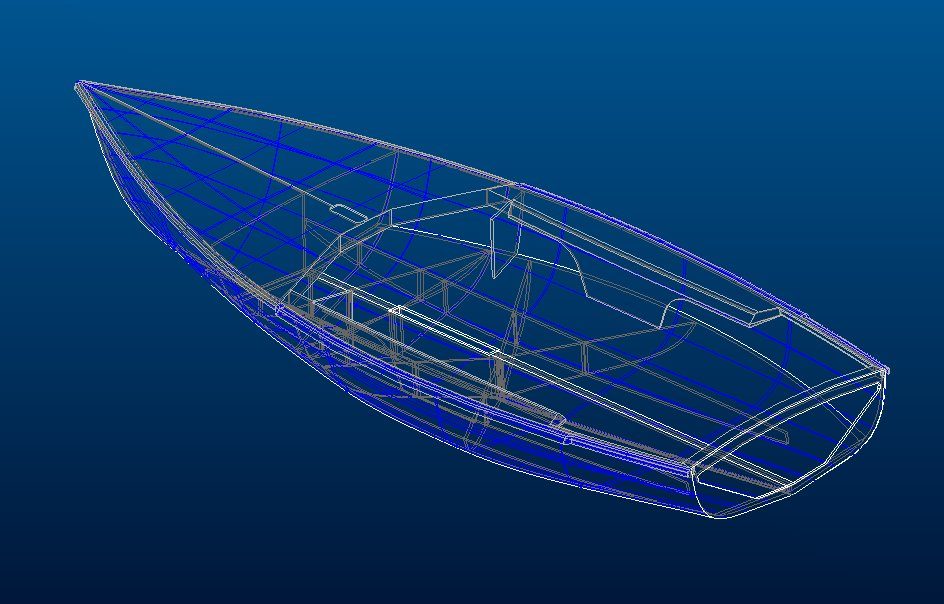

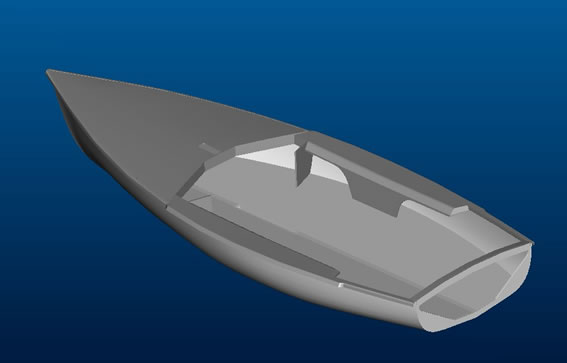
Computer-Simulation eines modernen Flying Juniors (Chopstick von Bernard Stienstra)

Die ISAF Equipment Rules of Sailing kennen zwei verschiedene Interpretationsmöglichkeiten von Klassenvorschriften (Class Rules), sogenannte open Class rules und closed Class rules. Der Unterschied liegt darin, dass laut ISAF Equipment  Rules of Sailing in geschlossenen Klassen alles verboten ist, was nicht ausdrücklich in den Klassenvorschriften erlaubt ist, im Gegensatz dazu haben Segler in sogenannten offenen Klassen die Möglichkeit, sich innerhalb der bestehenden Regeln um Innovationen zu kümmern (es ist alles erlaubt, was nicht in den Klassenvorschriften verboten ist).
Die Klassenvorschriften der Flying Junior (Int. FJ)-Klasse waren dem Konzept nach offene Klassenvorschriften. Dies führte dazu, dass eine variable Breite von Bootsausbauten und Konstruktionen zur Verfügung steht. Gemäß den Vorschriften gab es z. B. kaum Einschränkungen für das Material, aus dem der Rumpf gebaut werden kann („Class Rules D.2.1.: The structure of the Hull must be inherently buoyant in the event of failure of all buoyancy tanks and/or bags“).
Daher gibt es Flying-Junior-Boote aus Holz, Polyester, Carbon oder in Sandwich-Bauweise aus verschiedenen Materialien. Aus Kostengründen werden moderne Boote aber hauptsächlich aus Polyester oder Carbon gefertigt.
Fertigende Werften gibt es in Italien, Japan und den USA. Allerdings haben es sich Top-Segler oft nicht nehmen lassen, eigene Konstruktionen teils gemeinsam mit fertigenden Werften zu erstellen.
Die offene Gestaltung der Klassenvorschriften hat immer den Weg zu Innovationen offengehalten. Gleichzeitig erlaubte es die offene Handhabung dieser Klassenvorschriften, gute Regattaboote zu erschwinglichen Preisen zur Verfügung zu halten.
Gemäß den vorherrschenden Strömungen in der ISAF wurden die Klassenvorschriften des Flying Junior (Int. FJ) im Mai 2010 jedoch als „Closed Class Rules“ neu verfasst. Die sich daraus ergebenden Einschränkungen für ältere Boote sind noch nicht abzuschätzen.

## Liste der Weltmeister

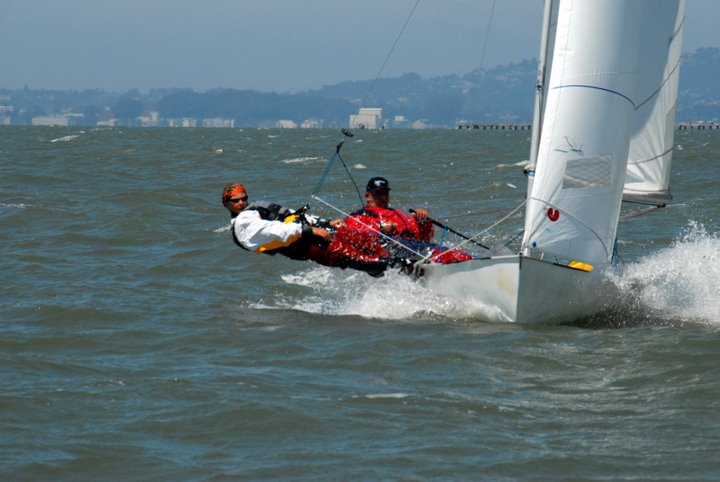
Weltmeister 2007 in der San Francisco Bay, Peter Wanders / Gisa Wortberg, GER 361

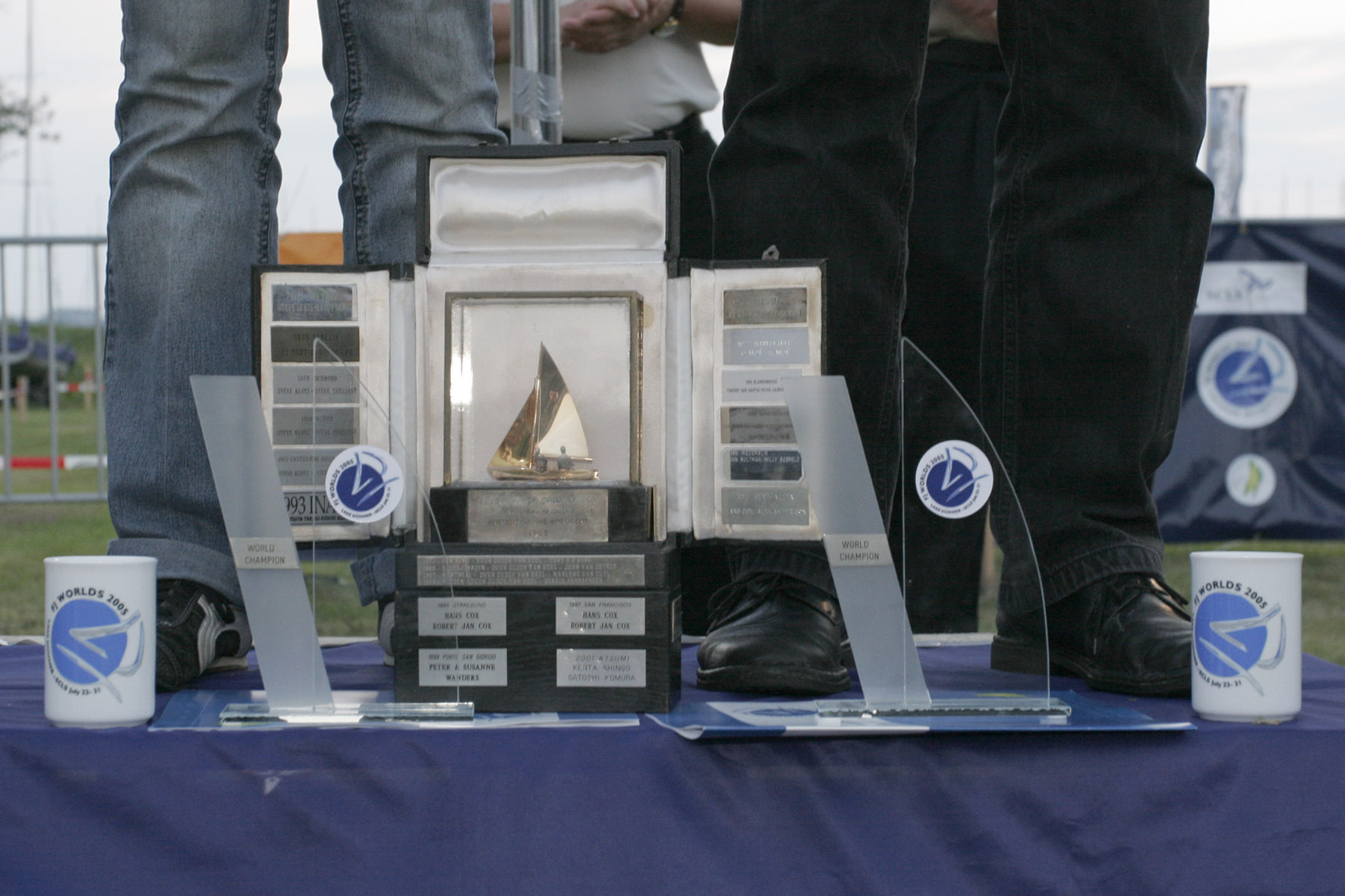
Weltmeisterschafts-Trophy der Flying Junior Klasse

| Jahr | Austragungsort                    | Steuermann          | Vorschoter         | Nationalität |
| ---- | --------------------------------- | ------------------- | ------------------ | ------------ |
| 1963 | Italien – San Remo                | Duuk Dudok van Heel | Cocky v.d. Berg    | NED          |
| 1965 | Schweden – Saltsjobaden           | Duuk Dudok van Heel | Joan v. Ogtrop     | NED          |
| 1967 | Kanada – Montreal                 | Duuk Dudok van Heel | Marleen van Duyl   | NED          |
| 1969 | Niederlande – Muiden              | Duuk Dudok van Heel | Gerrie Keersbergen | NED          |
| 1971 | USA – Lake Tahoe                  | Steve Lewis         | Randy Lewis        | USA          |
| 1973 | Belgien – Nieuwport               | Bertocchi           | Apostoli           | IT           |
| 1975 | Italien – Venezia                 | De Martis           | Stanniero          | IT           |
| 1977 | England – Whitstable              | G.Noe               | S.Noe              | IT           |
| 1979 | USA – Richmond                    | Steve Klotz         | Steve Brillant     | USA          |
| 1981 | Niederlande – Muiden              | Steve Klotz         | Steve Brillant     | USA          |
| 1983 | Italien Castiglione della Pescaia | Steve Klotz         | Steve Brillant     | USA          |
| 1985 | Belgien – Blankenberge            | Thierry DenHartigh  | Peter Laureysens   | BEL          |
| 1987 | Japan – Sakaiminato               | Takayuki Shimadzu   | Kouichi Hasegawa   | JPN          |
| 1989 | Niederlande – Medemblick          | Jan Bultman         | Willy Bosveld      | NED          |
| 1991 | Italien – Senigallia              | Hans Cox            | Alexander Cox      | NED          |
| 1993 | Japan – Inage                     | Takagi              | Asari              | JPN          |
| 1995 | Deutschland – Stralsund           | Hans Cox            | Robert Jan Cox     | NED          |
| 1997 | USA – San Francisco               | Hans Cox            | Robert Jan Cox     | NED          |
| 1999 | Italien – Porto San Giorgio       | Peter Wanders       | Susanne Wanders    | GER          |
| 2001 | Japan – Atsumi                    | Kenta Shingo        | Satochi Komura     | JPN          |
| 2003 | Niederlande – Muiden              | Hiromi Saitou       | Hikaru Dewa        | JPN          |
| 2005 | Deutschland – Dümmer See          | Peter Wanders       | Gisa Wortberg      | GER          |
| 2007 | USA – San Francisco               | Peter Wanders       | Gisa Wortberg      | GER          |
| 2009 | Italien – Lovere                  | Haruka Shimodaira   | Takumi Ishikawa    | JPN          |
| 2011 | Belgien – Nieuwpoort              | Rolf de Jong        | Esther Potthuis    | NED          |
| 2013 | Deutschland – Dümmer See          | Guido Sol           | Kristina Gründken  | NED          |
| 2015 | Japan – Hayama                    | Enishi Naka         | Terutaka Tada      | JPN          |
| 2017 | Slovenia – Portorož               | Rolf de Jong        | Esther de Jong     | NED          |